# Streethockey-Weltmeisterschaft 2001
Die Spiele der 4. Streethockey-Weltmeisterschaft fanden im Jahre 2001 statt und wurden in Kanada ausgetragen. Weltmeister wurde zum ersten Mal Kanada, das im Finale Tschechien besiegte.

## Turnier

### Vorrunde
| Pl. |                    | Slowakei | Schweiz | Bermuda | Vereinigte Staaten | Sp | S | U | N | Tore  | Punkte |
| --- | ------------------ | -------- | ------- | ------- | ------------------ | -- | - | - | - | ----- | ------ |
| 1.  | Slowakei           |          | 7:3     | 7:0     | 18:0               | 3  | 3 | 0 | 0 | 32:03 | 6      |
| 2.  | Schweiz            | 3:7      |         | 4:3     | 4:2                | 3  | 2 | 0 | 1 | 11:12 | 4      |
| 3.  | Bermuda            | 0:7      | 3:4     |         | 5:2                | 3  | 1 | 0 | 2 | 8:13  | 2      |
| 4.  | Vereinigte Staaten | 0:18     | 2:4     | 2:5     |                    | 3  | 0 | 0 | 3 | 04:27 | 0      |

| Pl. |             | Kanada | Tschechien | Deutschland | Osterreich | Sp | S | U | N | Tore | Punkte |
| --- | ----------- | ------ | ---------- | ----------- | ---------- | -- | - | - | - | ---- | ------ |
| 1.  | Kanada      |        | 3:0        | 7:0         | 13:0       | 3  | 3 | 0 | 0 | 23:0 | 6      |
| 2.  | Tschechien  | 0:3    |            | 3:2         | 11:1       | 3  | 2 | 0 | 1 | 14:6 | 4      |
| 3.  | Deutschland | 0:7    | 2:3        |             | 6:6        | 2  | 0 | 1 | 2 | 8:16 | 1      |
| 4.  | Österreich  | 0:13   | 1:11       | 6:6         |            | 3  | 0 | 1 | 2 | 7:30 | 1      |

## Play-off

### Platzierungsspiele 5 – 8
|  | Bermuda | 3:2 | Österreich |  |

|  | Deutschland | 8:0 | Vereinigte Staaten |  |

### Spiel um Platz 7
|  | Österreich | 5:2 | Vereinigte Staaten |  |

### Spiel um Platz 5
|  | Bermuda | 2:1 | Deutschland |  |

### Halbfinale
|  | Kanada | 6:0 | Schweiz |  |

|  | Tschechien | 2:1 | Slowakei |  |

## Spiel um Platz 3
|  | Slowakei | 4:0 | Schweiz |  |

## Finale
|  | Kanada | 4:3 | Tschechien | Zuschauer: 1800 |

| Pl. | Team               |
| --- | ------------------ |
| 1   | Kanada             |
| 2   | Tschechien         |
| 3   | Slowakei           |
| 4   | Schweiz            |
| 5   | Bermuda            |
| 6   | Deutschland        |
| 7   | Österreich         |
| 8   | Vereinigte Staaten |